# Paul Montange
Paul Montange, né le 20 février 1892 à Belleville-sur-Saône (Rhône) et mort le 4 octobre 1963 à Lyon (Rhône), est un aviateur français.
Lieutenant de l'Armée de l'air, il est l'un des 175 as français de l'aviation de la Première Guerre mondiale titulaire de 5 victoires homologuées.

## Biographie

### Enfance et études
Paul Montange naît le 20 février 1892 à Belleville-sur-Saône (Rhône), dans une famille de notables où son père, Louis Montange (1856-1901), est médecin et un de ses oncles notaire.
Il quitte l'école sans obtenir son certificat d'études et s'engage dans l'armée à 18 ans.

### Premier engagement avant-guerre
Le 19 novembre 1910, il s'engage volontairement dans l'armée à seulement 18 ans pour une durée de trois ans, il est alors incorporé comme simple soldat au 13e régiment de chasseurs à cheval.
Trois ans plus tard, en décembre 1913, il termine son contrat d’engagement au sein du 4e régiment de dragons, rétrogradé en soldat de 2e classe, faisant un mois supplémentaire pour des raisons disciplinaires. De retour dans la vie civile, il est alors sans emploi.

### Première Guerre mondiale
Il est de nouveau mobilisé 8 mois plus tard, en août 1914, au début de la Première Guerre mondiale. Il est alors affecté au 2e régiment de dragons, dans lequel il se bat jusque fin janvier 1915.
Le 23 janvier 1915, il est muté au sein du 4e régiment du génie pour devenir génie militaire, il est instruit au maniement de projecteurs de campagne.
De retour au front en avril 1915, il est traduit devant le conseil de guerre le 1er septembre 1915 et condamné à 5 ans de travaux publics pour outrages à un supérieur à l’occasion du service. Il est une nouvelle fois muté, cette fois-ci au sein du 2e régiment du génie.
En avril 1916, il retrouve grâce aux yeux de ses supérieurs en portant secours à des officiers pris sous le feu de l'artillerie ennemie. Il sera alors décoré et sa demande de mutation au sein de l'aviation appuyée.
En février 1917, il entre en école de pilotage puis commence, le 5 mars 1917, sa formation de pilote. Le 9 mai suivant, il obtient son diplôme et reçoit son brevet de pilote, il est aussi promu au rang de caporal. Après une instruction avancée, il est affecté le 2 juillet 1917 à l'Escadrille N 155, nouvelle unité qui se forme sur le terrain d'Étampes. Son unité, équipée de Nieuport 24 et 27 dépassés, stationne à l'aérodrome de la Noblette.
Effectuant de nombreuses missions sans aucun succès, il est tout de même promu sergent en octobre 1917. En janvier 1918, l'équipement de son escadrille est renouvelé, elle est désormais équipée de SPAD S.VII et S.XIII.
À l'occasion des grandes offensives allemandes du printemps 1918, il se révèle en obtenant deux « doublés » : un premier le 20 mai 1918, où il abat deux avions allemands, puis un second le 2 septembre 1918, où il abat un avion biplace de reconnaissance et un ballon d'observation allemands. Enfin, le 13 septembre 1918, il abat un cinquième avion allemand à Chambley-Bussières (Meurthe-et-Moselle), devenant alors un des 175 as français de la Première Guerre mondiale. Le 1er octobre 1918, il est promu adjudant.

### Durant l'entre-deux-guerres
À la fin de la guerre, après la signature de l'armistice du 11 novembre 1918, il totalise près de 400 heures de combat et, pour sa bravoure, reçoit la croix de guerre avec deux palmes et trois étoiles — une étoile de vermeil, une étoile d'argent et une étoile de bronze, faisant de lui l’as le moins décoré de la Grande Guerre, ne recevant pas immédiatement la médaille militaire, son comportement y étant sans doute pour quelque chose.
Il est démobilisé en 1919 et se retire à Lyon. Il devient alors représentant de commerce, puis directeur d'une société de transport. Il reste passionné d'aviation et effectue ses périodes de réserve avec régularité, il sera d'ailleurs promu lieutenant.
Malgré son excellent niveau de pilotage, il sera radié des réserves en 1938 — officiellement en raison de son âge — et ne sera pas remobilisé en 1939.

### Mort
Paul Montange meurt le 4 octobre 1963 à Lyon.

### Vie privée
Il a deux sœurs, Edwige et Louise, et un frère, Jean. Il a également une fille, Anne Montange, née le 11 mai 1927 à Belleville-sur-Saône (Rhône) et morte le 15 octobre 2009 à Vaison-la-Romaine (Vaucluse).

## Distinctions
- Croix de guerre 1914–1918 avec deux palmes et trois étoiles de vermeil, d'argent et de bronze (1er octobre 1918)[2]
- Médaille militaire (2 janvier 1928)[2]
- Chevalier de la Légion d'honneur (28 décembre 1934)[2]